# Přibice
Přibice – gmina w Czechach, w powiecie Brno, w kraju południowomorawskim. 1 stycznia 2014 liczyła 1049 mieszkańców.
W miejscowości jest przystanek kolejowy Přibice.